# Onuralp Bitim
Onuralp Bitim, né le 31 mars 1999 dans le district de Kadıköy à Istanbul en Turquie, est un joueur turc de basket-ball. Il mesure 1,96 m, et évolue aux postes d'arrière et ailier.

## Biographie

### Carrière professionnelle

#### Bulls de Chicago
En juillet 2023, il signe un contrat two-way avec les Bulls de Chicago. Le 23 février 2024, son contrat two-way est converti en un contrat standard.

### Équipe nationale
Bitim participe au Championnat d'Europe des 16 ans et moins en août 2015 qui se déroule à Kaunas. La Turquie finit à la 3e place. Il fait partie du meilleur cinq de la compétition avec son compatriote Ahmet Can Duran (en), les Bosniaques Džanan Musa et Njegoš Sikiraš (en) et le Lituanien Arnas Velička (en),.

## Palmarès et distinctions individuelles
- Champion de Turquie (2019)
- Vainqueur du Slam Dunk Contest du BSL All-Star (2020)
- All-EuroCup Second Team (2023)